# Funció lèxica
En el sentit matemàtic, una funció (= el seu valor) fa que un conjunt de textos sinònims es correspongui amb un sentit (=el seu argument). Així, hi ha Bon (cantar) = com els àngels. La funció lèxica meliorativa, Bon, de cantar és com els àngels. Aquest sistema és utilitzat per primer cop per Mel'čuk, creador de la teoria lingüística anomenada Teoria de Sentit ⇔ Text. Tal com ell mateix explica a Introduction à la lexicologie explicative et combinatoire (p. 125 i ss).
La funció lèxica serveix per triar els coocurrents lèxics que no estan determinats ni pel seu semantisme ni per llurs propietats sintàctiques.

## Funció lèxica estàndard
S'anomena funció lèxica estàndard [FL] una funció f que associa a una lexia L un conjunt de lexies f(L) sempre que es donin les quatre condicions següents :
1.Per tota parella de lexies L1 et L2, les lexies f(L1) i f(L2) evidencien relacions semàntico-sintàctiques (gairebé) idèntiques a aquestes lexies:
```
‘
f
(L1)' ‘
f
(L2)'
----------------- ≈ ------------
‘(L1)' ‘ (L2)'
```

2.Per regla general, f(L1) i f(L2) són diferents : f(L1) # f(L2).
3. La funció ´f' és un nombre elevat d'arguments (de mots-clau). En altres paraules, els sentit 'f' és molt abstracte i molt general i s'aplica molts altres arguments (=mots-clau).
4. La funció f té un nombre elevat d'elements en el seu valor (=d'expressions).
Per exemple, f(mots-clau) =valor; o, cosa que és el mateix, Magn(plorar) =com una madalena.
En realitat, el sistema és una veritable interlingua gramatical o, cosa que és el mateix, un codi internacional per a codificar significats que existeixen en totes les llengües.
En la gramàtica tradicional, i en una versió més reduïda, s'ha fet servir el terme locució.